# چانگ‌چوئن

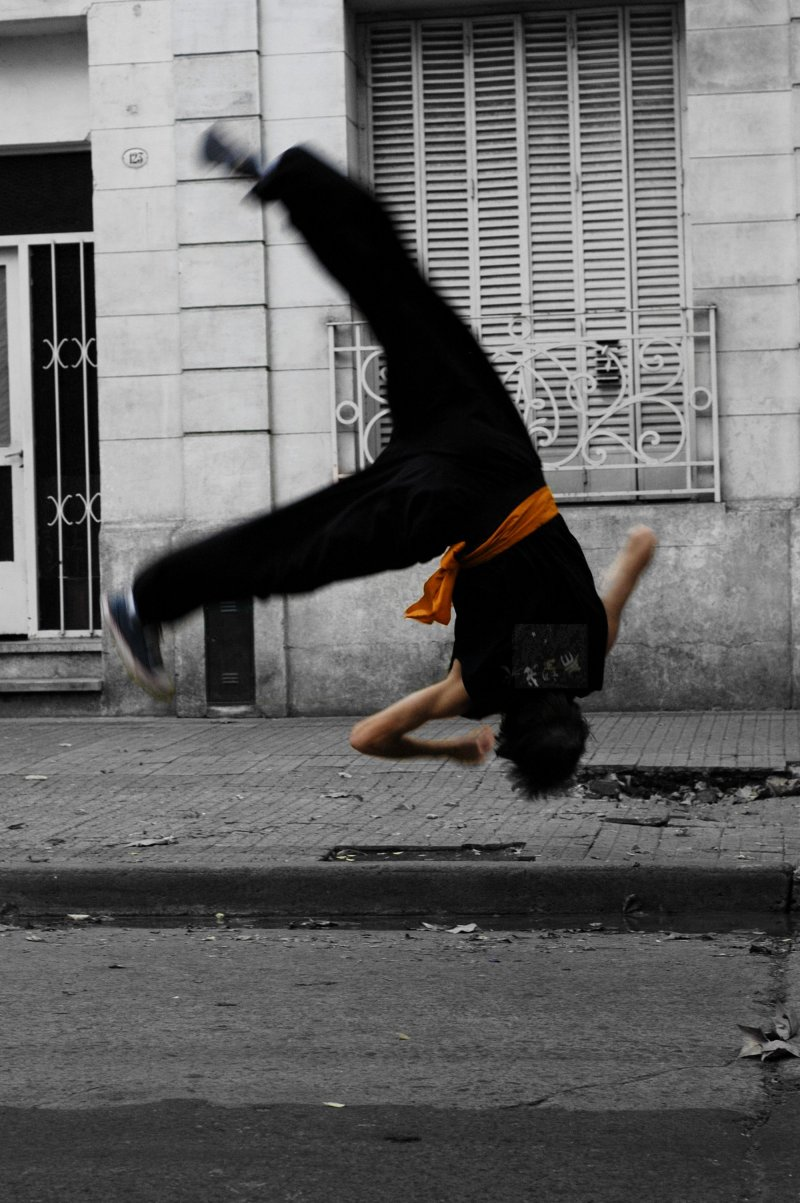
یک ورزشکار چانگ‌چوان - ۲۰۰۶

چانگ‌چوان ((چینی ساده: 长拳; چینی سنتی: 長拳; پین‌یین: Chángquán; به معنای «مشت بلند») مجموعه‌ای از هنرهای رزمی چینی است که در شمال رود یانگ‌تسه در چین سرچشمه گرفته‌اند.
در سبک‌های چانگ‌چوان بر اجرای ضربات دست و پا با کشش بالا تأکید می‌شود و یک روش جنگی راه دور محسوب می‌شود؛ 
درحالی‌که در نان‌چوان (سبک‌های جنوبی) تکنیک‌ها به گونه‌ای اجرا می‌شوند که برای فواصل نزدیک‌تر، مناسب‌تر است. در این سبک‌ها فنون قفل مفصل، پرتابی و گلاویزی هم تمرین می‌شود.